# ライリー・パイント
- ライリー・ピント

ライリー・ケネス・パイント（Riley Kenneth Pint, 1997年11月6日 - ）は、アメリカ合衆国カンザス州レネックサ出身のプロ野球選手（投手）。右投右打。MLBのクリーブランド・ガーディアンズ傘下所属。
メディアによっては「ピント」と表記されることもある。

## 経歴

### プロ入りとロッキーズ時代
2016年のMLBドラフト1巡目（全体4位）でコロラド・ロッキーズから指名され、プロ入り。契約後、傘下のパイオニアリーグのルーキー級グランドジャンクション・ロッキーズでプロデビュー。11試合に先発登板して1勝5敗、防御率5.35、36奪三振を記録した。
2017年はA級アッシュビル・ツーリスツでプレーし、22試合に先発登板して2勝1敗、防御率5.42、79奪三振を記録した。
2018年にMLB.comが発表したプロスペクトランキングでは100位（シーズン途中で圏外に漏れる）、ロッキーズの組織内では3位（シーズン途中で5位に下降）にランクインした。この年はA-級ボイシ・ホークスとA級アッシュビルでプレーし、2球団合計で4試合に先発登板して0勝3敗、防御率4.32、8奪三振を記録した。
2019年はA級アッシュビルでプレーし、21試合（先発3試合）に登板して0勝1敗、防御率8.66、23奪三振を記録した。
2020年は新型コロナウイルスの影響でマイナーリーグの試合が開催されなかったため、公式戦の登板は無かった。
2021年6月8日に現役引退を発表した。
2022年3月4日に引退を撤回し、現役復帰を発表した。この年はAAA級ハートフォード・ヤードゴーツで38試合、AAA級アルバカーキ・アイソトープスで3試合の計41試合にリリーフ登板し、2勝2敗、防御率4.53を記録した。オフの11月15日にルール・ファイブ・ドラフトでの流出を防ぐために40人枠入りした。
2023年はAAA級アルバカーキで開幕を迎え、5月14日に初のメジャー昇格を果たした。5月17日のシンシナティ・レッズ戦でメジャーデビューを果たしたが、1/3回を被安打1、3四球、自責点1という内容に終わり、同日中にAAA級アルバカーキに降格。その後はシーズン終了まで再昇格することはなかった。
2024年の開幕はマイナーで迎え、6月28日にアラン・トレホと入れ替わってアーロン・シャンクと共にメジャーに昇格した。昇格後は4試合に登板。しかし、この4試合で防御率21.60という悲惨な成績に終わり、8月17日にAAA級アルバカーキに降格した。これ以降はメジャーに再昇格すること無く、オフの11月4日にFAとなった。

### ガーディアンズ傘下時代
2025年1月22日にクリーブランド・ガーディアンズとマイナー契約を結び、同日中にAAA級コロンバス・クリッパーズに配属された。

## 投球スタイル
最速102mphの豪腕で、ノア・シンダーガードと比較する声もあった。カーブも秀逸だが、課題は兎にも角にもコントロールと言われていた。

## 詳細情報

### 年度別投手成績
| 年 度    | 球 団    | 登 板 | 先 発 | 完 投 | 完 封 | 無 四 球 | 勝 利 | 敗 戦 | セ 丨 ブ | ホ 丨 ル ド | 勝 率 | 打 者 | 投 球 回 | 被 安 打 | 被 本 塁 打 | 与 四 球 | 敬 遠 | 与 死 球 | 奪 三 振 | 暴 投 | ボ 丨 ク | 失 点 | 自 責 点 | 防 御 率 | W H I P |
| -------- | -------- | ----- | ----- | ----- | ----- | -------- | ----- | ----- | -------- | ----------- | ----- | ----- | -------- | -------- | ----------- | -------- | ----- | -------- | -------- | ----- | -------- | ----- | -------- | -------- | ------- |
| 2023     | COL      | 1     | 0     | 0     | 0     | 0        | 0     | 0     | 0        | 0           | ----  | 5     | 0.1      | 1        | 0           | 3        | 0     | 0        | 0        | 0     | 0        | 1     | 1        | 27.00    | 12.00   |
| 2024     | COL      | 4     | 0     | 0     | 0     | 0        | 0     | 0     | 0        | 0           | ----  | 22    | 3.1      | 5        | 2           | 5        | 0     | 2        | 7        | 4     | 0        | 8     | 8        | 21.60    | 3.00    |
| MLB：2年 | MLB：2年 | 5     | 0     | 0     | 0     | 0        | 0     | 0     | 0        | 0           | ----  | 27    | 3.2      | 6        | 2           | 8        | 0     | 2        | 7        | 4     | 0        | 9     | 9        | 22.09    | 3.82    |

- 2024年度シーズン終了時

### 年度別守備成績
| 年 度 | 球 団 | 投手（P） | 投手（P） | 投手（P） | 投手（P） | 投手（P） | 投手（P） |
| 年 度 | 球 団 | 試 合     | 刺 殺     | 補 殺     | 失 策     | 併 殺     | 守 備 率  |
| ----- | ----- | --------- | --------- | --------- | --------- | --------- | --------- |
| 2023  | COL   | 1         | 0         | 0         | 0         | 0         | ----      |
| MLB   | MLB   | 1         | 0         | 0         | 0         | 0         | ----      |

- 2023年度シーズン終了時